# Дољани (нестало насеље)
Дољани су нестало насеље, које се налазило недалеко од Остружнице, у околини Београда.

## Положај
Дољани су били лоцирани у близини Остружнице. Налазили су се у горњем току Дољанског потока, између Велике Моштанице, Мељака и Сремчице, јужно од Остружнице.

## Из прошлости насеља
Сматра се, да је то насеље за време Првог српског устанка раселио Карађорђе због куге, која се појавила у њему. Познато је, да је тада у Остружницу прешао и Аћим Дољанац, близак Карађорђев сарадник и родоначелник остружничких Дољанчевића.